# Vladimir Gueorguiev
Vladimir Gueorguiev, (en búlgar Владимир Георгиев; Sofia, 27 d'agost de 1975), és un jugador d'escacs búlgar que té el títol de Gran Mestre Internacional des del. És l'entrenador de l'ex-campiona del món Antoaneta Stéfanova. Des del 2002 juga sota la bandera de Macedònia del Nord.
A la llista d'Elo de la FIDE del gener de 2020, hi tenia un Elo de 2464 punts, cosa que en feia el jugador número 5 (en actiu) de Macedònia del Nord. El seu màxim Elo va ser de 2596 punts, a la llista de l'octubre de 2003 (posició 121 al rànquing mundial).

## Resultats destacats en competició
El 1995 fou campió absolut de Bulgària. Fou campió de l'Obert Internacional de Barberà dos anys seguits (1999 i 2000).
El 2007 campió de Macedònia del Nord. El novembre de 2007 va participar en la Copa del Món on fou eliminat a la primera ronda per 2 a 0 contra Bartosz Soćko.
El 2011 fou 1-3r de l'Obert dels Països Baixos amb 7 punts de 9, empatat amb Maksim Túrov i Yuri Vovk.

### Participació en olimpíades d'escacs
Gueorguiev ha participat, representant Bulgària i Macedònia del Nord, en set Olimpíades d'escacs entre els anys 1996 i 2012 (tres cops com a 1r tauler), amb un resultat de (+32 =26 –18), per un 59,2% de la puntuació. El seu millor resultat el va fer a l'Olimpíada del 2004 en puntuar 9 de 12 (+8 =2 -2), amb el 75,0% de la puntuació, amb una performance de 2646, i que li significà aconseguir la medalla de plata individual del tercer tauler.